# Sen Çal Kapımı
Sen Çal Kapımı (en español: ¿Será que es amor?, Llamas a mi puerta, Me robaste el corazón o El Amor Está en el Aire), conocida internacionalmente como Love is in the air, es una serie de televisión turca de 2020 producida por MF Yapım y emitida por FOX Turquía.
El 15 de enero la producción se estrenó en España a través de Telecinco, un canal de Mediaset España, con su título internacional. 
El 22 de junio de 2021 se anunció que la serie llegará a Puerto Rico a través de Telemundo, siendo el primer país latino en estrenar la comedia romántica.

## Trama
El tema central es el amor tormentoso y plagado de interferencias entre Serkan Bolat, un exitoso empresario del mundo de la arquitectura otomana y la bella Eda Yildiz, una florista y estudiante de arquitectura que busca venganza por perder su beca por causa de Bolat. Los personajes principales están en cada capítulo rodeados de una órbita de personajes accesorios variopintos.

### Temporada 1
Eda Yıldız (Hande Erçel) es una joven vendedora de flores que se enfrenta a Serkan Bolat (Kerem Bürsin), un rico heredero, cuando la chica va a realizar sus estudios en el extranjero y pierde la beca por culpa de este. Bolat le propone un trato: Si acepta pasar dos meses con él como si fuese su prometida, le ayudará a pagar sus estudios. Eda Yıldız no acepta el trato por sus estudios, lo hace porque Serkan la culpa de haberlo avergonzado en público. Aunque al principio la relación no es buena, a medida que pasan los días cambia radicalmente.

### Temporada 2
Serkan Bolat (Kerem Bürsin) y Eda Yildiz (Hande Erçel) atraviesan tiempos difíciles durante el tratamiento contra el cáncer de Serkan. Este se obsesiona con su enfermedad y se convierte en un hombre completamente diferente al haber sobrevivido a esta, desarrollando un miedo al apego emocional, atrasando varias veces su matrimonio con Eda y negándose por completo a la idea de ser padre. Así, Serkan vuelve a centrarse solamente en su trabajo. Estas diferencias separan poco a poco a Serkan y a Eda, quienes eventualmente se terminan separando. Luego, Eda, quien se va a Italia a completar sus estudios, y Serkan, que sigue con su vida, por fin se reencuentran 5 años después y la vida les prepara una sorpresa a ambos ya que Eda le ha escondido una sorpresa durante 5 años.

## Episodios de Sen Çal Kapimi
| Temporada | Temporada | Episodios | Episodios | Emisión original   | Emisión original        |
| Temporada | Temporada | Episodios | Episodios | Primera emisión    | Última emisión          |
| --------- | --------- | --------- | --------- | ------------------ | ----------------------- |
|           | 1         | 121       | 121       | 8 de julio de 2020 | 17 de abril de 2021     |
|           | 2         | 40        | 40        | 9 de junio de 2021 | 8 de septiembre de 2021 |

## Reparto
| Actor                 | Personaje             | Capítulos |
| --------------------- | --------------------- | --------- |
| Hande Erçel           | Eda Yıldız            | 1-52      |
| Kerem Bürsin          | Serkan Bolat          | 1-52      |
| Neslihan Yeldan       | Aydan Bolat           | 1-52      |
| Evrim Doğan           | Ayfer Yıldız          | 1-52      |
| Elçin Afacan          | Melek Yücel (Melo)    | 1-52      |
| Anıl İlter            | Engin Sezgin          | 1-52      |
| Başak Gümülcinelioğlu | Pırıl Baytekin Sezgin | 1-52      |
| Alican Aytekin        | Seyfi Çiçek           | 1-52      |
| Sarp Bozkurt          | Erdem Şangay          | 1-52      |
| Sinan Albayrak        | Kemal Özcan           | 35-52     |
| Maya Başol            | Kiraz Bolat Yıldız    | 40-52     |
| Ahmet Efe Metekoğlu   | Can Sezgin Baytekin   | 40-52     |
| Sinan Helvacı         | Burak Balcı           | 40-52     |
| Sina Özer             | Kerem                 | 40-52     |

| Actor             | Personaje             | Rango de episodios |
| ----------------- | --------------------- | ------------------ |
| Küba              | Sirius                | Variado            |
| Doğa Özüm         | Pina Bolat            | 41-50              |
| Ayşe Akın         | Deniz Kolcu           | 40-48              |
| İlkyaz Arslan     | Leyla Haktan          | 1-39               |
| Çağrı Çıtanak     | Ferit Şimşek          | 1-39               |
| Bige Önal         | Selin Atakan          | 1-22, 29-38        |
| Melisa Döngel     | Ceren Başar           | 1-37               |
| Sarp Can Köroğlu  | Deniz Saraçhan        | 29-37              |
| Hakan Karahan     | Alexander Zucco       | 24-27; 29-34       |
| Sitare Akbaş      | Figen Yıldırım (Fifi) | 1-28               |
| Ayşegül İşsever   | Semiha Yıldırım       | 23-28              |
| Buğrahan Çayır    | Tahir                 | 23-28              |
| İlayda Çevik      | Balca Koçak           | 22-28              |
| Mert Öcal         | Príncipe Seymen       | 25-26              |
| Ahmet Mark Somers | Alptekin Bolat        | 1-22               |
| Ali Ersan Duru    | Efe Akman             | 13-21              |
| İsmail Ege Şaşmaz | Kaan Karadağ          | 1-10               |

## Temporadas
| Temporada | Día y hora de emisión           | Inicio de temporada | Final de temporada      | Número de episodios | Rango de episodios | Canal de televisión |
| --------- | ------------------------------- | ------------------- | ----------------------- | ------------------- | ------------------ | ------------------- |
| 1         | Sábado, 20:00 (hora Turquía)    | 8 de julio de 2020  | 17 de abril de 2021     | 121                 | 1-121              | FOX                 |
| 2         | Miércoles, 20:00 (hora Turquía) | 9 de junio de 2021  | 8 de septiembre de 2021 | 40                  | 122-161            | FOX                 |

- Inicialmente en su primera temporada se emitía los miércoles (capítulos 1-18).